# Estación Santos Lugares
Santos Lugares es una estación ferroviaria ubicada en la localidad homónima, Partido de Tres de Febrero, Provincia de Buenos Aires, Argentina.

## Ubicación
Contiguo a la estación se emplaza el patio de cargas Alianza, administrado por la empresa estatal Trenes Argentinos Cargas.

## Servicios
La estación corresponde a la Línea San Martín de los ferrocarriles metropolitanos de Buenos Aires que conecta las terminales Retiro, José C. Paz, Pilar y Domingo Cabred.

## Historia

#### Muerte de Fabián Polosecki
El 3 de diciembre de 1996, el periodista Fabián Polosecki de 32 años, murió arrojándose a las vías del tren desde la Estación de Santos Lugares. En uno de sus reportajes, uno de los que trabajaba ahí le dijo que esa estación era una de las preferidas por los suicidas para quitarse la vida.

#### Refacciones y remodelaciones
Desde el año 2014 hasta el año 2017, se llevaron a cabo obras para la mejora de la estación, en las cuales se agregaron asientos (tipo Metrobús) y medidas de prevención, como también techos y molinetes para el pasaje vía SUBE.

#### Incendios
En diciembre del año 2017, por la noche, nuevamente se produjo un incendio en las inmediaciones de la estación.
En octubre del año 2021, ocurrió el último incendio registrado en el patio de máquinas, duró aproximadamente 3 horas y se expandió por los pastizales de la locación y las locomotoras y vagones de carga abandonados.

## Imágenes

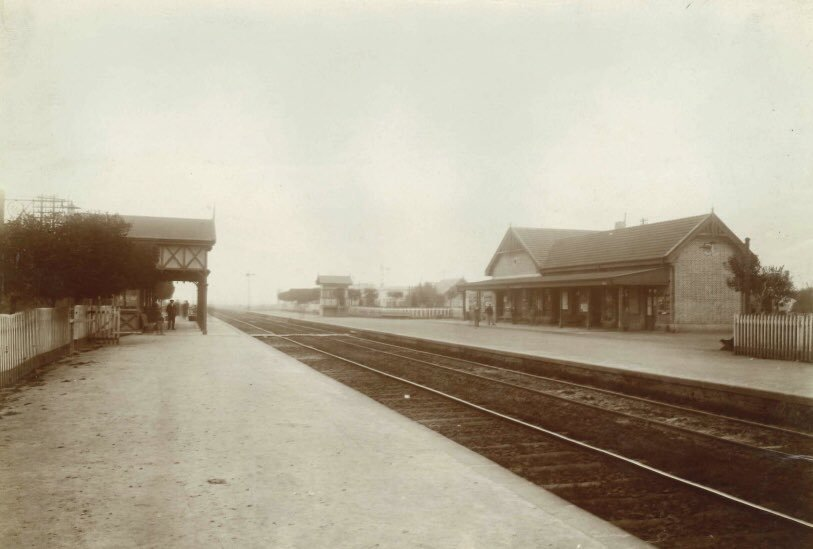
Estación Santos Lugares en el año 1920
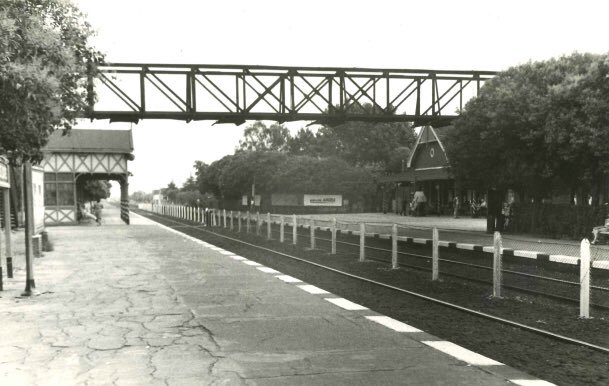
Estación Santos Lugares en el año 1965
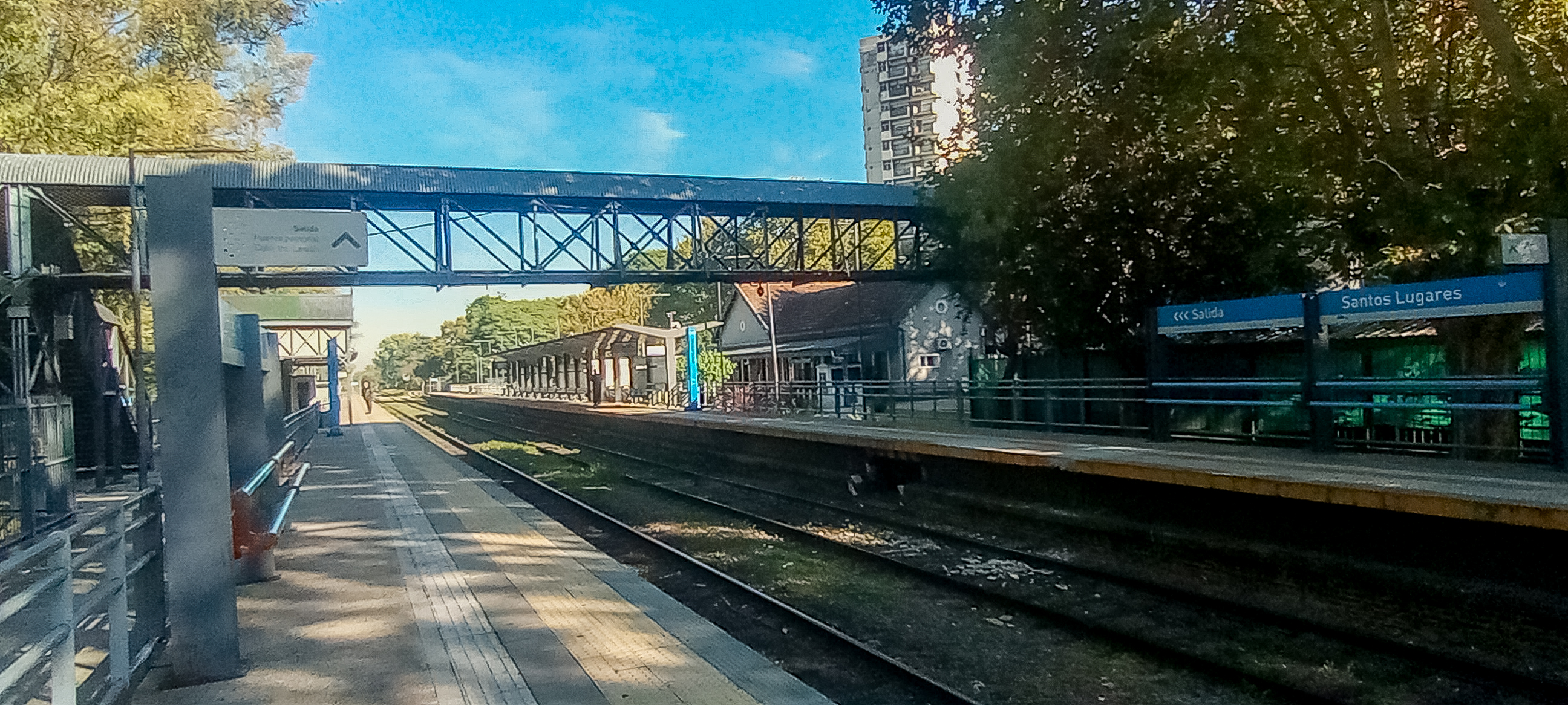
Estación Santos Lugares en el año 2025
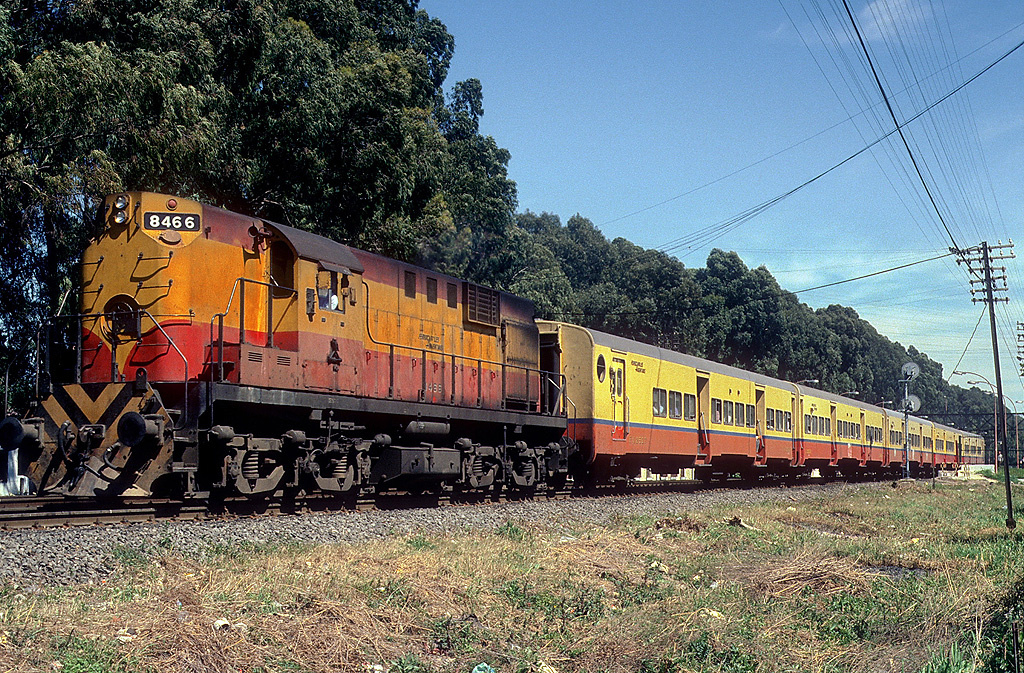
Una formación partiendo de Santos Lugares en 1986.
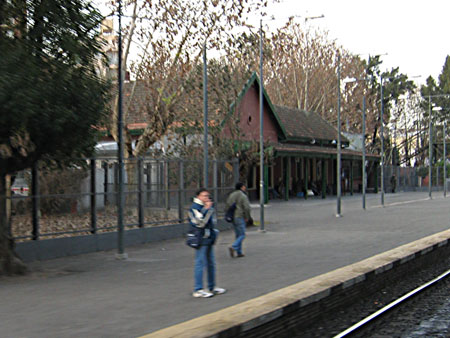
Cabecera de la estación, en su ingreso, antes de las remodelaciones actuales. Año 2007
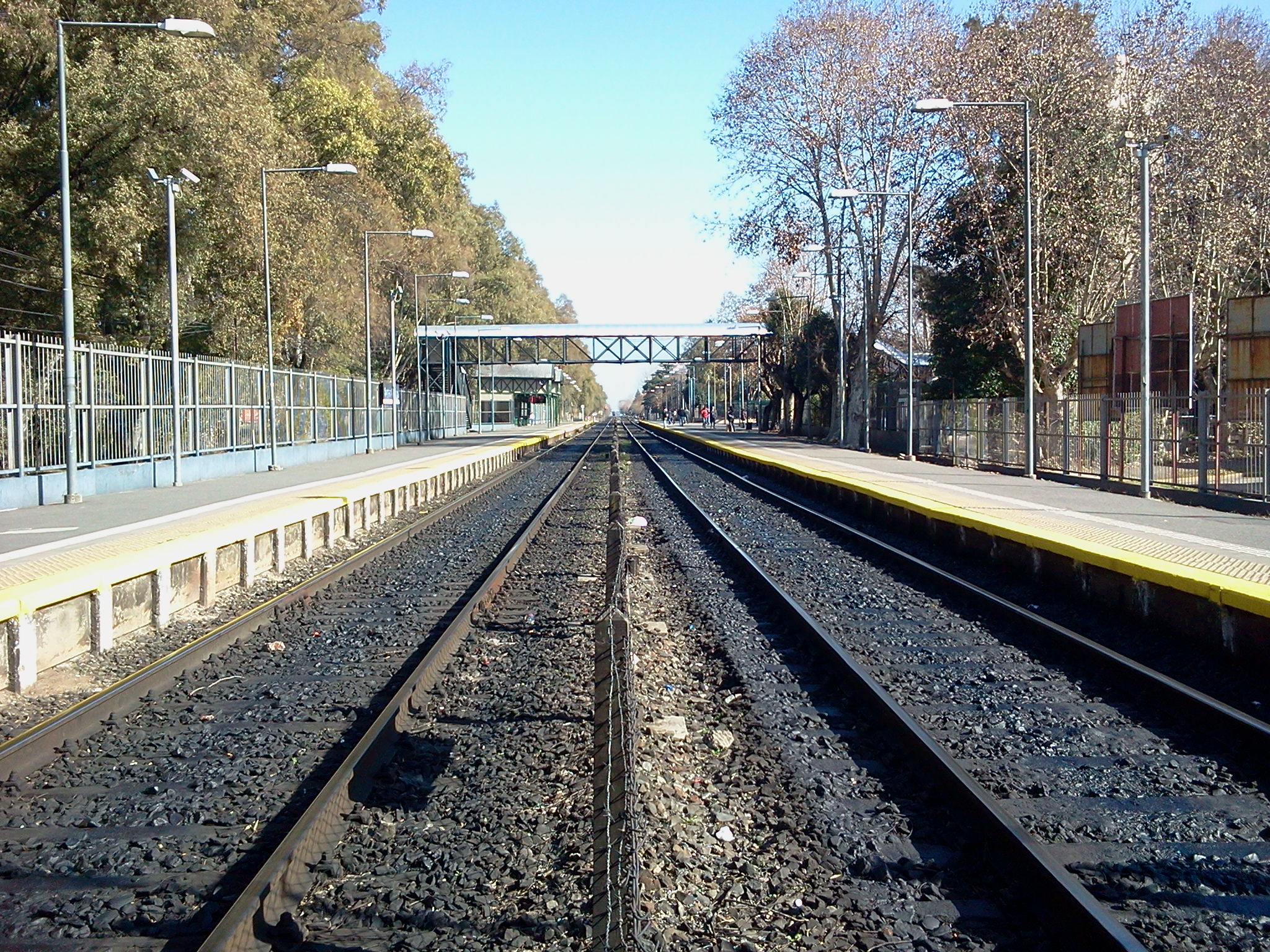
Vista de los andenes antes de elevar en el año 2012.